# Vědci proti strachu a lhostejnosti
Vědci proti strachu a lhostejnosti je výzva a podpisová akce ze dne 17. srpna 2015, vzešlá z iniciativy několika doktorandských studentů českých vysokých škol. Signatáři se v ní vymezili ve veřejném prostoru proti různorodé nesnášenlivosti, migraci, xenofobii, diskriminaci, násilí, panice, překrouceným a lživým zprávám (tzv. fake news), či obecné radikalizaci české společnosti v důsledku vrcholící evropské migrační krize. Výzvu podepsalo k 20. 1. 2018 celkem 3497 českých vědců a vědkyň a 9516 podporovatelů mimo vědeckou obec.

## Signatáři
Z vědecké obce podepsalo petici mnoho vědců na významných pozicích, jako například bývalý rektor Univerzity Palackého Jaroslav Miller, bývalý děkan FHS UK Jan Sokol, bývalý ministr dopravy a vysokoškolský učitel Petr Moos, psycholog Pavel Říčan, imunolog Václav Hořejší, bývalá předsedkyně AV ČR Helena Illnerová, astrofyzik Jiří Grygar, filozof Miroslav Petříček, egyptolog Miroslav Bárta, tehdejší předseda AV ČR Jiří Drahoš, politoložka Vladimíra Dvořáková, biochemik Libor Grubhoffer, arabista Luboš Kropáček, chemik Pavel Jungwirth, literární historik Martin C. Putna a lingvistka Eva Hajičová. Také mezi signatáři mimo vědeckou komunitu bylo mnoho známých osobností, jako například Fedor Gál, Jiří Bělohlávek, Václav Malý, Michaela Šojdrová či Jan Hřebejk. Seznam všech signatářů byl zveřejněn a i počátkem roku 2018 byl dostupný na webových stránkách výzvy. V roce 2021 již seznam signatářů ani příznivců přístupný na této adrese není. 
Proti této petici se avšak např. vymezili lékař a psychiatr prof. Cyril Höschl, či jazykovědec doc. Karel Oliva, kteří jí „vytýkají nedostatek vědeckosti a také se podle nich vědci stavějí do role těch, kteří jediní mají schopnost kritického myšlení, tím prý avšak podprahově naznačují, že ostatní takovými schopnostmi nedisponují.“. Oba také v jejich společném článku v Lidových novinách k tomuto poznamenávají, že „není znám žádný průzkum, který by toto tvrzení Výzvy vědců doložil a že česká společnost většinově rasistická či xenofobní tradičně nebyla [...]“.

## Příprava výzvy
Výzvu zpočátku připravovala úzká skupinka doktorandských studentů, kteří osobními emaily oslovovali známé osobnosti ve vědecké obci. "Dosud probíhala neveřejná, asi šestitýdenní fáze, během které jsme tvořili síť kontaktů a v klidu sbírali podpisy. Rozhodli jsme se pro tuto cestu, protože tušíme, jaké reakce výzva vyvolá, a nemáme čas, energii ani nervy probírat se hordami sprostých mailů a falešných podpisů. " vysvětluje v rozhovoru pro média jeden z iniciátorů výzvy. Po získání prvních 700 podpisů byla výzva zveřejněna a bylo umožněno se podepisovat dalším vědcům a vědkyním, později i osobám mimo vědeckou komunitu.

## Obsah výzvy
Signatáři byli především znepokojeni tím, že „O imigrantech, lidských bytostech, se píše, jako by šlo o škodnou zvěř či parazity valící se do naší vlasti, aby vysávali sociální systém nebo rovnou vraždili a znásilňovali. Cizinci žijící v Evropě jsou vykreslováni jako pátá kolona, podvodníci a zločinci. Muslimové jsou házeni do jednoho pytle s teroristy, bez ohledu na jejich skutečné názory či nepřebernou rozmanitost náboženských směrů" a vyzvali politiky, aby „ve věci přijímání uprchlíků zohledňovali skutečné potřeby a možnosti, ne vrtkavé nálady veřejného mínění.“ Podle petice „Ti skutečně potřební musí být přijímáni a integrováni na základě individuálního a spravedlivého výběrového procesu, aniž by je předem diskvalifikovala jejich etnická či náboženská identita.“

## Rozpor o obsahu webu výzvy
V lednu roku 2018 přinesl český deník Neviditelný pes ve spolupráci se serverem Lidovky.cz zprávu, že se stávající podoba petice z první poloviny ledna 2018 obsahově liší od podoby původní ze dne 17. srpna 2015. Chyběl jeden odstavec preambule výzvy, samotná výzva nebyla změněna – po několika dnech ovšem byla chybějící část preambule na web výzvy vrácena.

## Názory na výzvu
Tehdejší předseda AV ČR Jiří Drahoš v souvislosti s podepsáním petice označil vědce za „elitu“ českého národa a prohlásil, že vědci „přemýšlejí, analyzují, kritizují a jsou od počátku vedeni k tomu, aby pochybovali. Nevím, kdo víc by měl být elitou.“ O vědcích, kteří s peticí nesouhlasili, uvedl, že jsou to „lidé, kteří se rádi vymezují vůči čemukoli.“
Dle ředitele Tiskového odboru Kanceláře prezidenta republiky Jiřího Ovčáčka tato výzva vědců „prohlubuje propast mezi elitami a českou společností“.
Dle signatáře a imunologa prof. Václava Hořejšího z AV ČR je udivující, jak je česká společnost xenofobní a málo empatická vůči uprchlíkům.